# 浜村蔵六 (三世)
三世 浜村 蔵六（さんせい はまむら ぞうろく、男性、寛政3年（1791年） – 天保14年8月18日（1843年9月11日））は、江戸時代後期の日本の篆刻家である。
名は籍、字は子収、号は初め南渓、晩年は訥斎・亀禅とした。はじめ小林姓だったが、のち金山を称した。江戸の人。

## 略伝
幼少のころから書を学び最も篆刻を好んだ。15歳のときに三体千字文を臨書。二世浜村蔵六はその雄々しく勢いある運筆を見て驚き、天賦の才を見抜いて篆刻の技を磨かせた。「つまらない石印材でも光玉のようになり、鈍刀をもっても鋭利となる」とその技量にいたく感服した。二世蔵六が没するが嗣子がおらず、文政2年（1819年）、28歳の時に代々継承されてきた亀紐古銅印を伝授され、浜村家を継いだ。以後、浜村家の名声を汚すことなく、その篆刻は絶技と評され、門戸をたたく者は絶え間なかったという。文政年間には関西に遊歴し、客の求めに応じて印を刻した。この時の印を集めて、岡本豊彦をはじめ頼山陽・篠崎小竹・斎藤拙堂などの名士らが序文を加えた印譜を刊行している。また青華磁器の印を作成し江戸にもたらした。潔癖症で庭の落ち葉はすべて拾い、居宅に埃ひとつ無かった。妻の金山耀も遷鶯と号し、画や篆刻をよくした。 子が無く、備前出身の塩見大澥が四世蔵六を継承した。なお、篆刻家として、はじめて帝室技芸員となった中井敬所は甥に当たり、その技を伝授している。
天保14年（1843年）8月没。享年54。霊山寺に葬られる。